# دار نشر جامعة تكساس
دار نشر جامعة تكساس (بالإنجليزية: University of Texas Press) (تختصر: UT Press) هي دار نشر تتبع لجامعة تكساس في أوستن. أُنشئت في عام 1950، وتنشر الدار الكتب والمجلات العلمية في العديد من المجالات، بما في ذلك دراسات أمريكا اللاتينية، تكسانا، الأنثروبولوجيا، دراسات الولايات المتحدة اللاتينية، الدراسات الأميركية الأصلية والدراسات الأمريكية الأفريقية والسينما والدراسات الإعلامية، والكلاسيكية، والشرق الأدنى القديم ودراسات الشرق الأوسط، التاريخ الطبيعي، والفن، والهندسة المعمارية. كما تنشر كتب التجارة والمجلات المتعلقة بمجالات المواضيع الرئيسية.

## وصلات خارجية
- الموقع الرسمي